# Caimento (vela)
Caimento - rake em inglês - é a inclinação do mastro no sentido proa/ré. Puxando para um dos lados altera-se o equilíbrio do barco que vai reagir em consequência e não só a força que se terá que fazer no leme como o próprio rendimento  do veleiro .
Tirando o mastro pelo estai (para a frente) o centro vélico vai ficar à frente do centro de deriva, ou por outras palavras o centro de esforço da vela vai ficar à frente do centro de resistência do patilhão, e à bolina o barco fica com o leme muito leve e com tendência a arribar, desviar-se da linha do vento. É o chamado  barco mole.
Se deslocarmos o mastro para a ré - pelo contra-estai - vai passar-se o contrário, e à bolina o barco vai ficar com o leme mais pesado e o barco por si  vai aproximar-se da linha do vento, vai orçar. É o chamado  barco ardente.
Resumindo
| Inclinação do Mastro | Tipo de Barco | Efeito                          |
| -------------------- | ------------- | ------------------------------- |
| Mastro para a frente | Barco Mole    | Descai muito, arriba            |
| Mastro para trásl    | Barco Ardente | Orça muito mas perde velocidade |

## Segurança
Uma embarcação ardente é muitas vezes uma quentão de segurança pois que navegando a contra-vento se se largar o leme o barco tem tendência a aproar, orçando e uma vez que ficar contra o vento, parar porque as velas se metem a panejar (bater) . 

## Regular
Regular o caimento é uma questão de muito experimentar pois para uma dada regulação, a força do vento, o peso dos velejadores, e o local onde eles se posicionam na embarcação, são tantos parâmetros com que se deve entrar em linha de conta.